# Franz Bruk
Franz Bruk (* 24. Mai 1923 in Wien; † 7. September 1996 in Berlin) war ein deutscher SED-Funktionär österreichischer Herkunft. Er war Erster Sekretär der SED-Bezirksleitungen Cottbus und Halle.

## Leben
Bruk, Sohn eines Bäckergesellen und einer Wäscherin, entstammte einem sozialdemokratisch geprägten Elternhaus. Sein Vater war Mitglied der Sozialdemokratischen Arbeiterpartei Deutschösterreichs (SDAPDÖ). Bruk besuchte die Volksschule und machte von 1937 bis 1940 eine Ausbildung zum Bäcker. Von 1940 bis 1945 diente er in der Wehrmacht, zuletzt als Obermaat. Von April bis August 1945 war er in US-amerikanischer und britischer Kriegsgefangenschaft.
Nach dem Krieg arbeitete er 1945/46 als Kassierer im Finanzamt Eberswalde. Im Januar 1946 trat er in die Kommunistische Partei Deutschlands (KPD) ein und wurde im April 1946 mit der Zwangsvereinigung von SPD und KPD Mitglied der Sozialistischen Einheitspartei Deutschlands (SED). Von 1946 bis 1948 war er Sekretär der Gesellschaft für Deutsch-Sowjetische Freundschaft in Eberswalde. 1949 war er Leiter der Kreisparteischule Eberswalde der SED. Von 1950 bis 1951 studierte er an der Parteihochschule „Karl Marx“ beim ZK der SED. Anschließend war er 1951/52 Erster Sekretär der SED-Kreisleitung Senftenberg. Von August 1952 bis August 1953 fungierte er als Erster Sekretär der SED-Bezirksleitung Cottbus sowie als Vorsitzender des Bezirksausschusses Cottbus der Nationalen Front. Von September 1953 bis August 1954 studierte er an der Parteihochschule beim ZK der KPdSU in Moskau und wurde danach von September 1954 bis April 1958 Erster Sekretär der SED-Bezirksleitung Halle. Im September 1956 war Bruk – neben Walter Ulbricht, Karl Schirdewan und Richard Gyptner – Mitglied der Delegation des ZK der SED, die am VIII. Parteitag der Kommunistischen Partei Chinas teilnahm. Bruk nahm auch an der Unterredung mit Mao Tse-tung am 23. September 1956 teil und protokollierte diese. Von 1958 bis März 1966 war Bruk Sekretär für Agitation und Propaganda der SED-Bezirksleitung Halle bzw. Leiter der Ideologischen Kommission der Bezirksleitung Halle. Außerdem war er von 1954 bis 1968 Abgeordneter des dortigen Bezirkstages. Von 1966 bis 1973 war er Hauptdirektor des DEFA-Studios für Spielfilme in Potsdam-Babelsberg und von 1967 bis 1971 Mitglied der SED-Bezirksleitung Potsdam. Anschließend war er politischer Mitarbeiter des Staatlichen Komitees für Fernsehen.
Er lebte zuletzt in Berlin-Friedrichshain.

## Auszeichnungen
- Vaterländischer Verdienstorden in Bronze (1964) und in Gold (1976)